# Real Força Aérea Neerlandesa
A Real Força Aérea Holandesa (RNLAF), em holandês: Koninklijke Luchtmacht (KLu), é a força aérea destacada das Forças Armadas dos Países Baixos. Seu antecessor, o Luchtvaartafdeeling (departamento de aviação) foi fundada em 1 de julho de 1913, com apenas quatro pilotos. O time de exibições acrobáticas da força aérea é a Solo Display Team.

## História

### O início (1913)

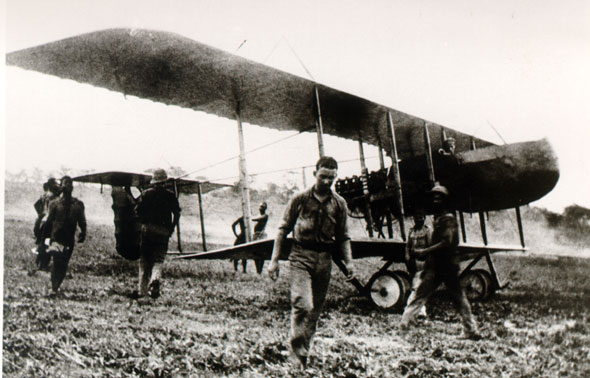
Farman

A Real Força Aérea Holandesa é a segunda parte operacional mais jovem das Forças Armadas dos Países Baixos, no qual consiste de quatro partes: Marinha, Exército, Força Aérea e Polícia Militar.
Seu poder aéreo teve início em julho de 1913 com a fundação do Grupo de Aviação do Exército (Luchtvaartafdeeling ou pela abreviação: LVA) no campo de pouso Soesterberg (vliegbasis Soesterberg). Quando começou, o grupo operou apenas uma aeronave, a Brik, no qual foi complementada com três francesas Farman um mês depois.
Estas aeronaves foram logos desatualizadas e o governo holandês ordenou vários Nieuport e Caudron com funções de caças e de reconhecimento para substituí-los.

### Primeira Guerra Mundial (1914-1918)
Os holandeses mantiveram uma posição neutra durante a Primeira Guerra Mundial e o Grupo de Aviação do Exército não participou de qualquer ação, em vez disso, desenvolveu suas capacidades de força.
A formação de pilotos foram disponíveis para os oficiais de classe baixa, e estabeleceram setores de técnicos, de fotografia aérea, meteorologia e navegações aérea (Torres de comandos).
Novos aeroportos foram construídos em Arnhem, na base aérea de Gilze-Rijen, Venlo e Vlissingen.

### Entre as guerras

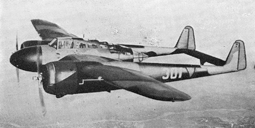
Um Fokker G.I holandês.

Após o término da Primeira guerra, o governo dos Países Baixos cortaram o orçamento de defesa e construíram mantiveram o Grupo de Aviação do Exército, que estava quase dissolvida. Como as tensões políticas na Europa aumentaram durante o final da década de 30, o governo tentou reconstruir as forças armadas novamente em 1938, porém encontraram muitos problemas, como o escasso número de instrutores de voo, navegadores e pilotos para voar nas novas aeronaves da época. A falta de normalização e a pouca capacidade de manutenção adicionou-se na complexa tarefa de reconstrução da força aérea do país.

### Segunda Guerra Mundial (1939-1945)
Antes do início das hostilidades começarem na Europa, a aviação militar holandesa (Luchtvaartbrigade) estava sob direção do exército. Apesar da iminência da guerra, o orçamento era limitado e apenas 186 aeronaves estavam disponíveis para a luta.

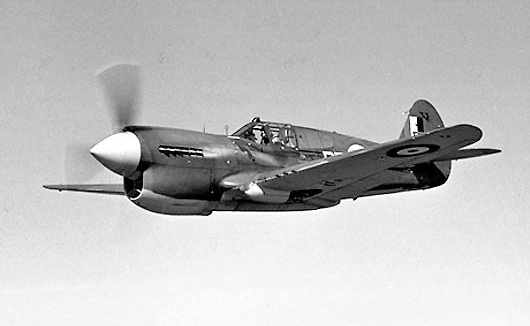
Um Curtiss P-40 holandês

Em 1940, a Alemanha Nazista lançou uma invasão em larga escala dos Países Baixos. Em apenas cinco dias, a força aérea alemã sobrepujou a aviação holandesa e o país se rendeu em uma semana. Cerca de 350 aviões alemães foram derrubados, a maioria por fogo antiaéreo.
Com a rendição da Holanda, muitos militares e aviadores fugiram para o Reino Unido. Pilotos holandeses se uniram em grandes números a Royal Air Force (ou RAF, a força aérea inglesa). Uma escola de voo para neerlandeses também foi aberta nos Estados Unidos, a partir de 1941.
Os holandeses combateram na Europa e na Ásia. Suas principais campanhas foram a reconquista da Nova Guiné (no Pacífico) e a Batalha da Normandia (na França). Em maio de 1945, a guerra no continente europeu acabou com a derrota da Alemanha.

### Guerra Fria (1948-1991)

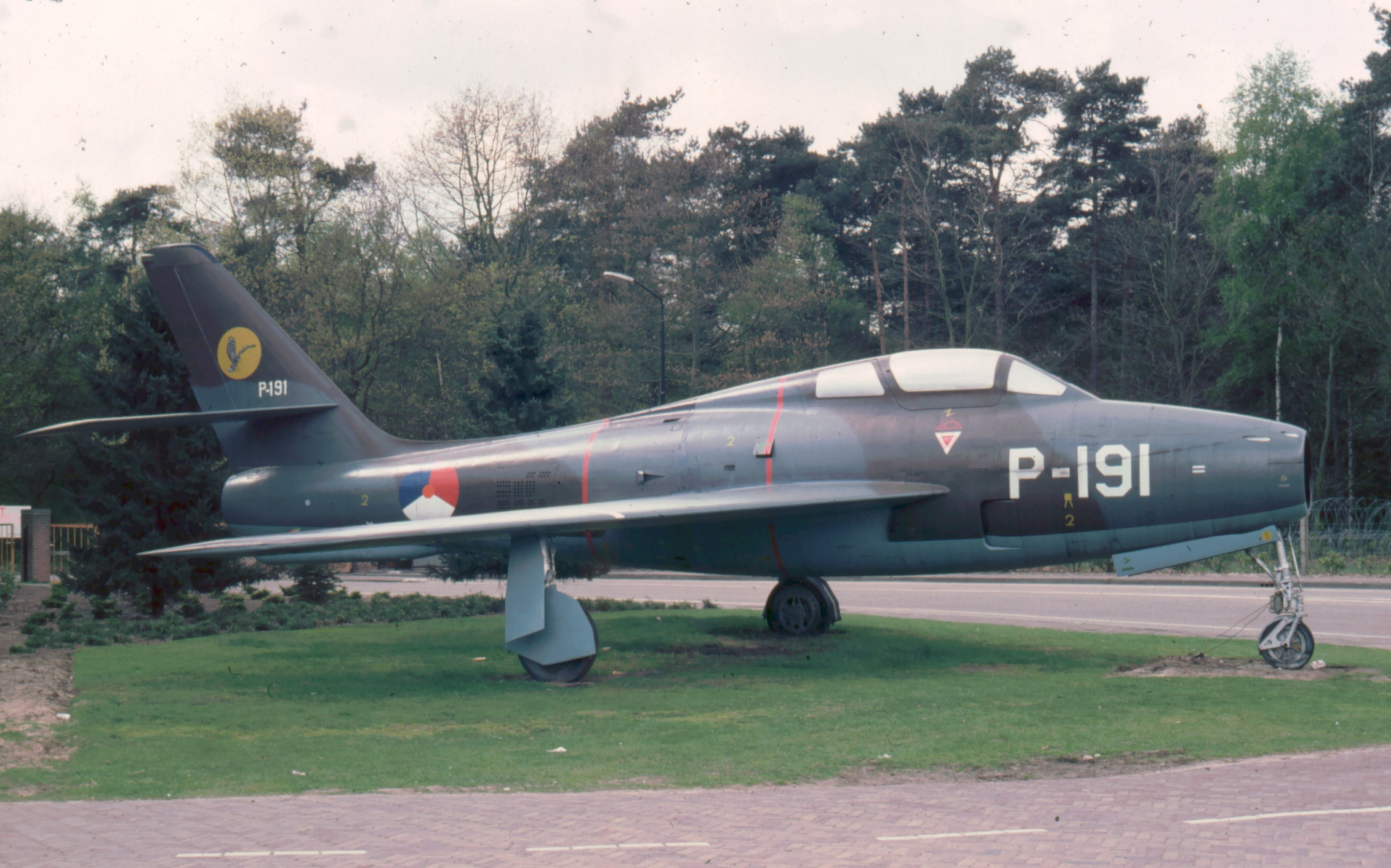
Um F-84F Thunderstreak.

A 27 de março de 1953, a força aérea neerlandesa se tornou um braço independente das forças armadas. Naquela altura, seus equipamentos eram obsoletos. Isso mudou quando o país se juntou a OTAN e eles receberam armamentos melhores, como caças Hawker Hunter e F-86. Entre 1950 e 1962, a nação disputou a posse da Nova Guiné com a Indonésia, mas acabou perdendo. Neste conflito, a força aérea teve uma pequena e nada eficaz participação.
Na década de 1960, novos aviões como o F-104 Starfighter e Canadair CF-5 foram adquiridos. A partir do fim dos anos 70, modernos caças F-16 foram comprados dos americanos.

### Atualidade
Durante as guerras civis na Iugoslávia, a Holanda apoiou a OTAN nas operações Força Deliberada, Forças Aliadas e Deny Flight. Durante uma patrulha sobre o Kosovo, um caça F-16 holandês derrubou um Mig-29 iugoslavo. Aviões de suporte KDC-10 abasteciam aeronaves de vários países, garantindo fluides nas missões aéreas.
Depois dos atentados terroristas de 2001 em Nova Iorque, Estados Unidos, o governo holandês se juntou a chamada Operação Liberdade Duradoura. O foco das operações (tanto no ar, quanto em terra) foi no Afeganistão. Várias missões de combate aéreo foram reportadas durante a guerra.
Em 2013, o país contribuiu com aviões de reabastecimento para as forças francesas que lutavam no Mali.
Com a crise econômica no final da década de 2000, cortes de orçamentos foram feitos. Esquadrões foram dispersados e aeronaves obsoletas aposentadas. Mesmo assim, alguns planos de modernização estão em andamento. Mais de trinta caças F-35 Lightning foram encomendados dos Estados Unidos.

#### Galeria de equipamentos modernos

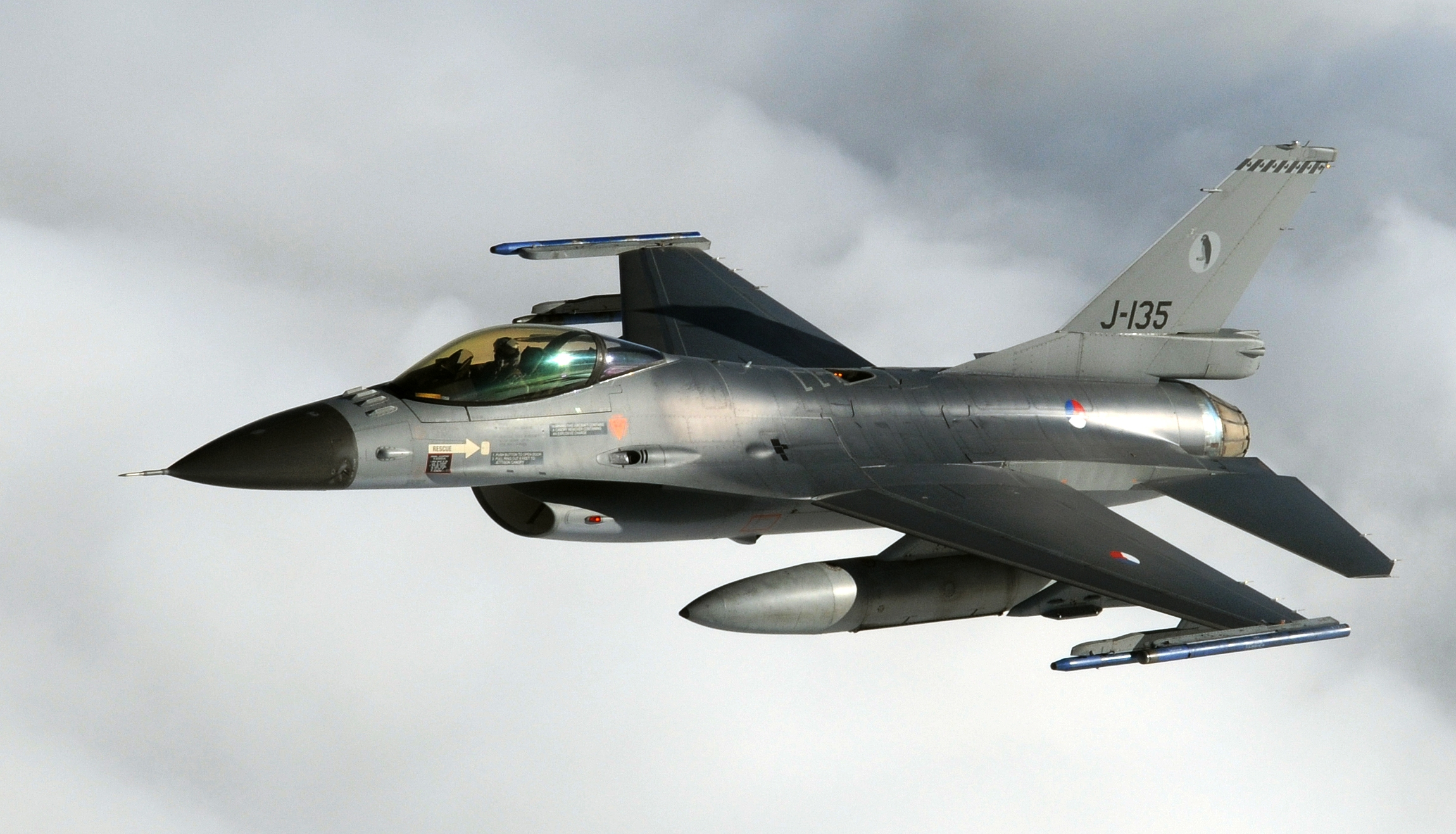
Um F-16 holandês.
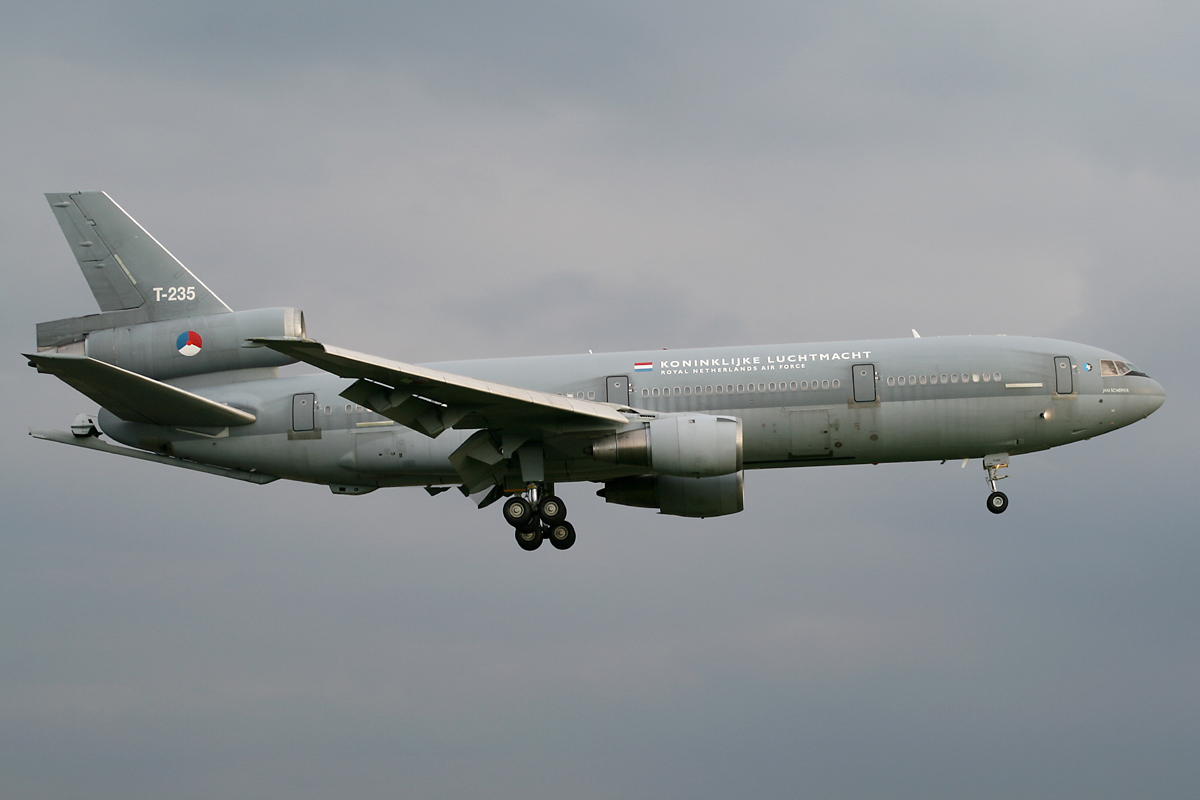
Um KDC-10-30CF.
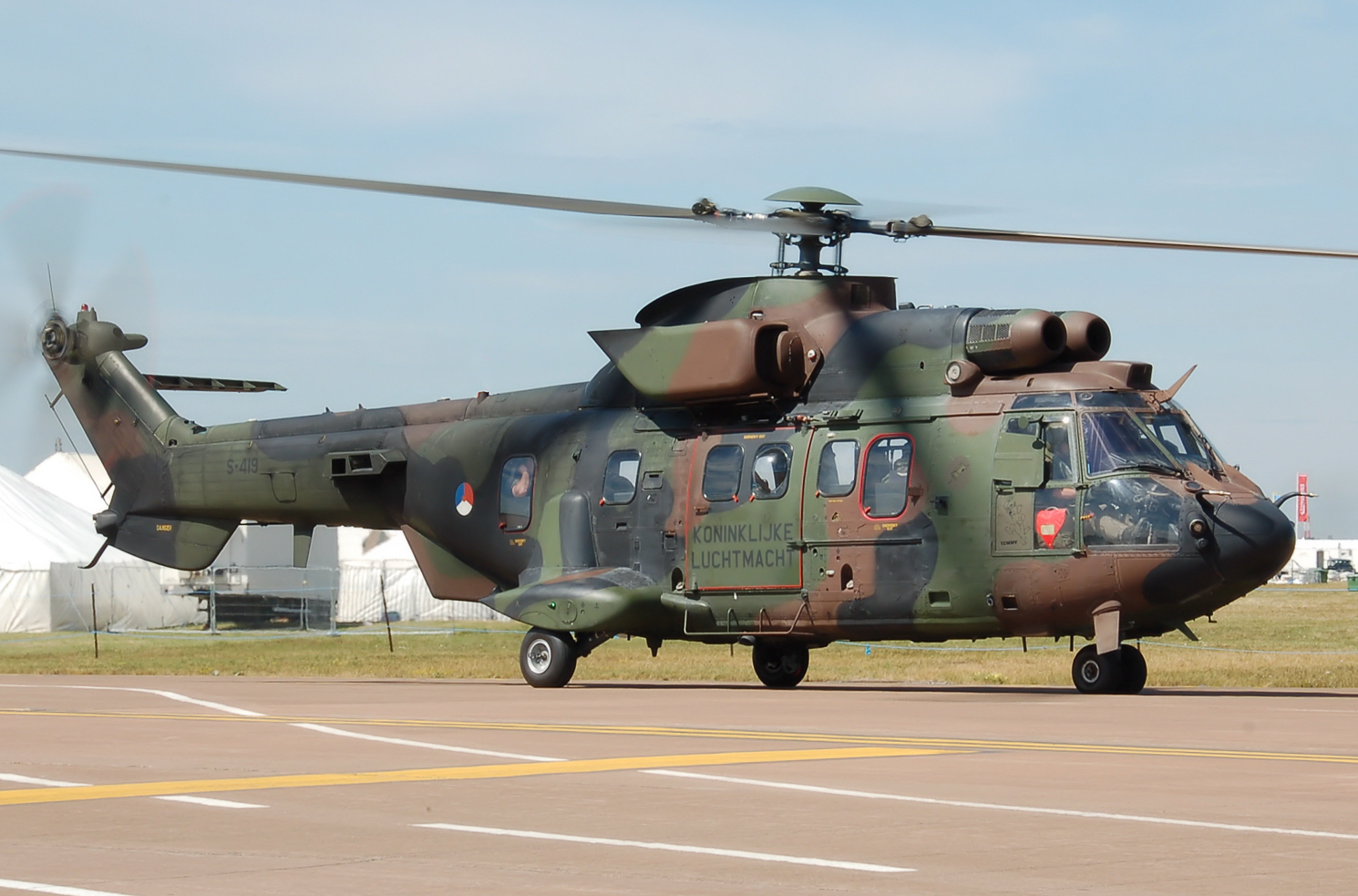
Um Eurocopter AS532 Cougar neerlandês.
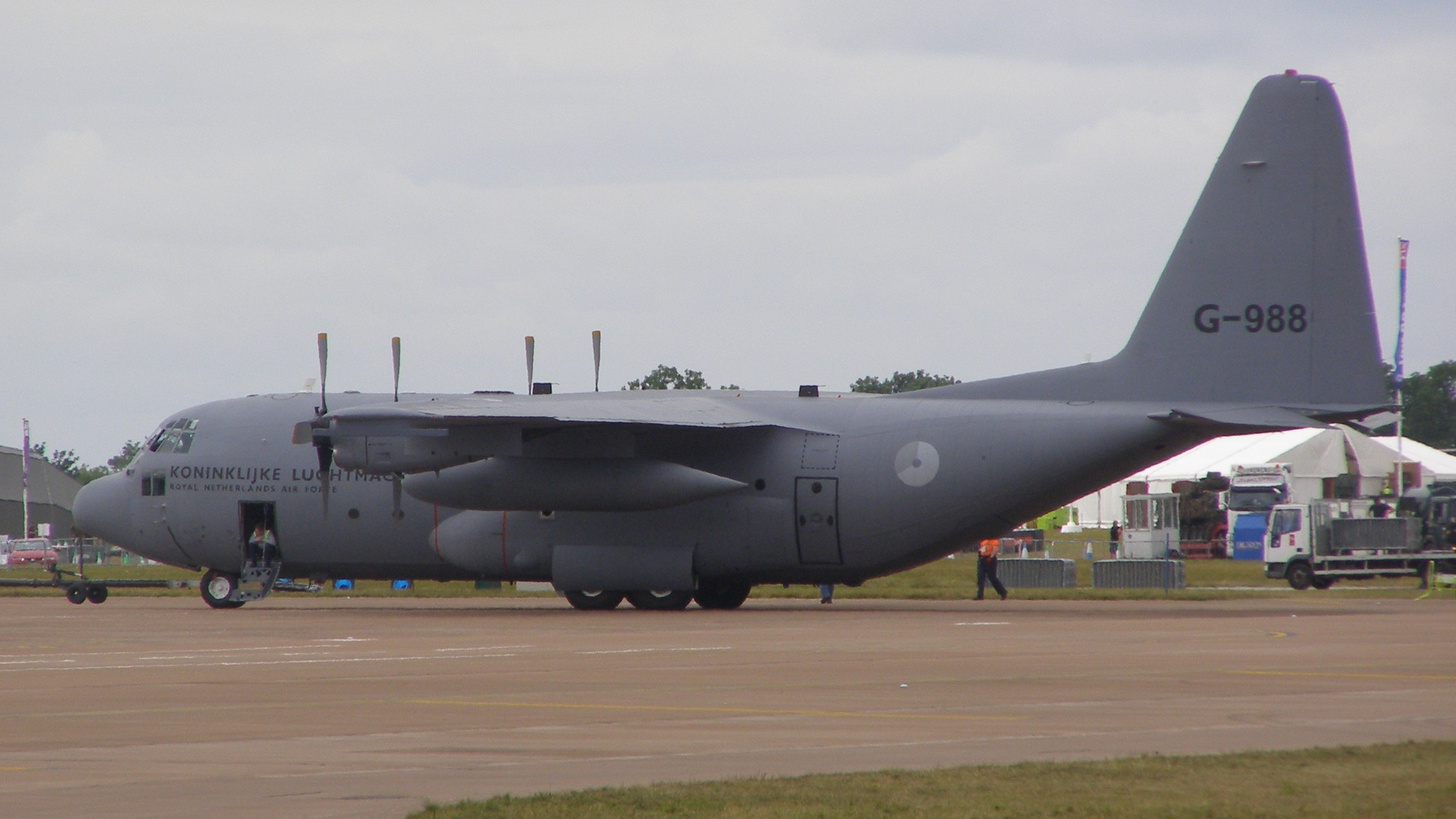
Um C-130 da força aérea holandesa.
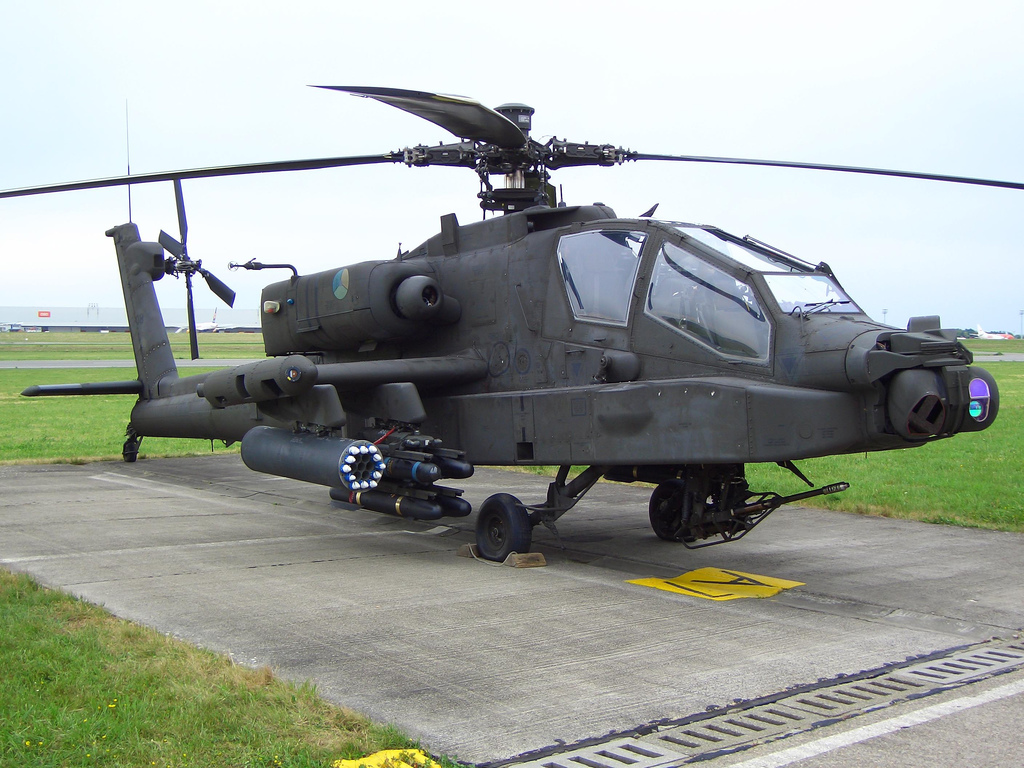
Um helicóptero AH-64 Apache holandês.
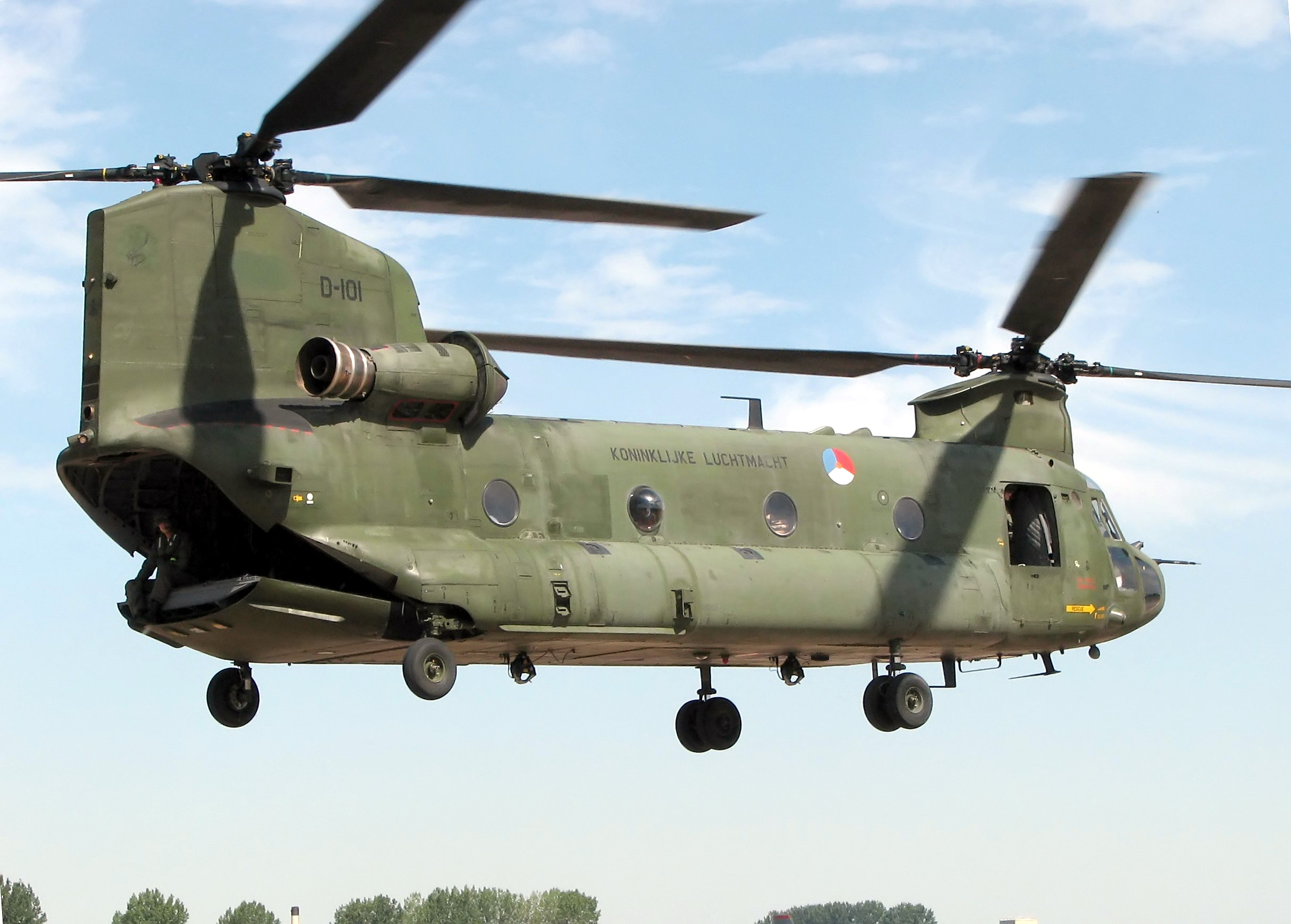
Um CH-47 Chinook holandês.
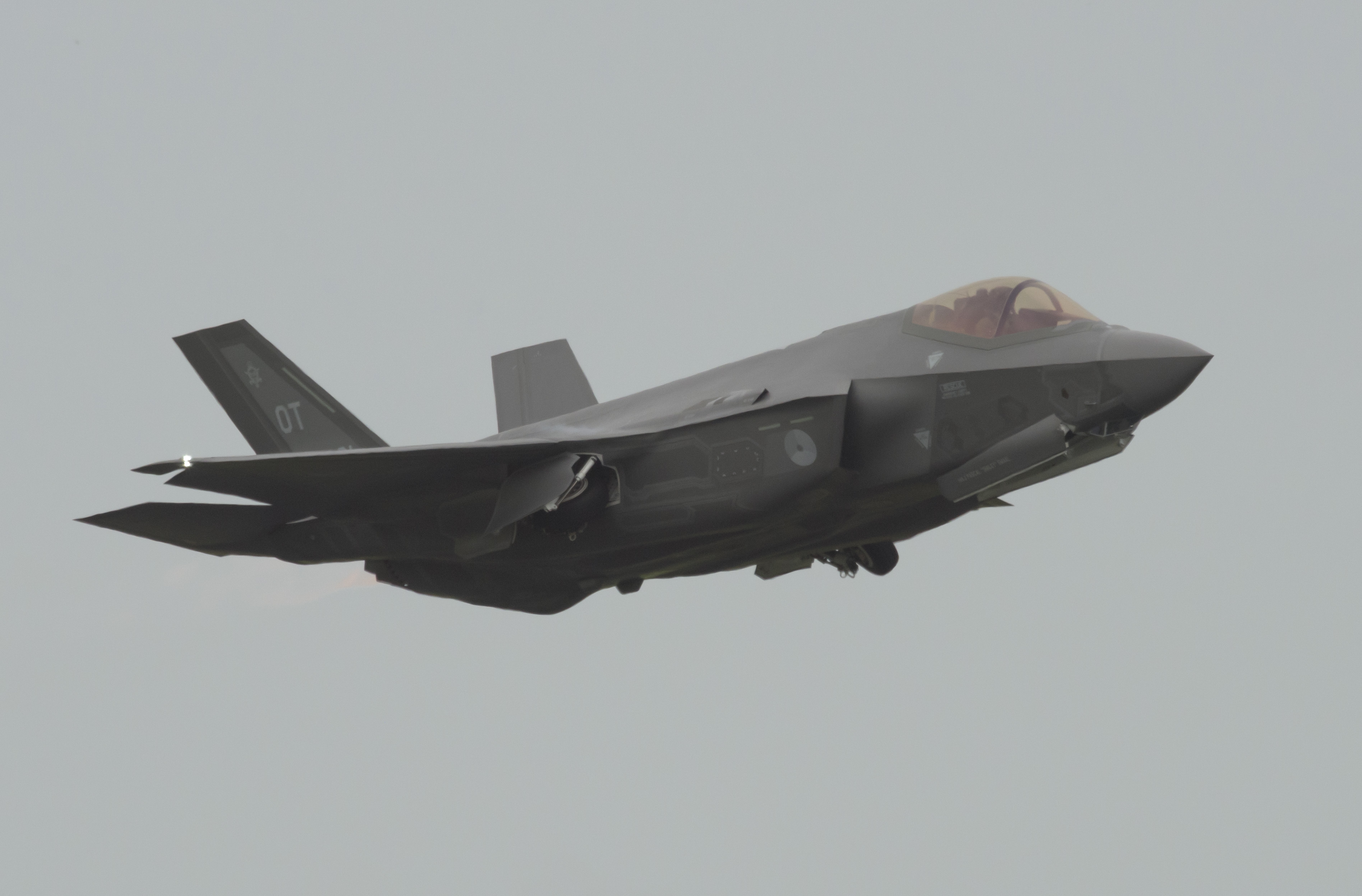
O F-35A da Holanda, o caça mais avançado a serviço do país.